# Septimerpass
Septimerpass (rétorománsky Pass da Sett, italsky Passo del Settimo) je alpský průsmyk ve švýcarském kantonu Graubünden. S výškou vrcholu 2310 m spojuje údolí Oberhalbsteinu (sever) a Bergellu (jih) a odděluje horskou skupinu Platta od Albulských Alp na východě.

## Poloha a přístup
Vzdušná vzdálenost k úpatí průsmyku je šest kilometrů do Bivia (1769 m) a čtyři kilometry do Casaccia (1458 m). V horní části průsmyku se nachází evropské rozvodí mezi povodími Rýna a Pádu. Od průsmyku Septimerpass lze přejít dva další průsmyky: na západě přes průsmyk Forcellina (2672 m) do Avers, na východě přes Lunghinpass (2645 m) do Horního Engadinu.
V kdysi důležitém průsmyku nebyla vybudována moderní silnice, a proto jej v letních měsících využívají pouze pěší turisté a cyklisté na horských kolech. Oblast od Bivia až po vrchol průsmyku využívá především švýcarská armáda jako střelecký a výcvikový prostor.

## Historie

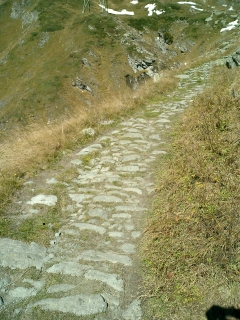
Historická cesta v průsmyku Septimerpass na jižní straně

Průsmyk byl jedním z nejdůležitějších alpských přechodů již od římských dob. Jeho výhodou byla výhodná poloha s přímým severojižním spojením a příznivá topografie, která stavitelům silnic nečinila žádné větší problémy.
Během vykopávek v letech 2007–2008 byl přímo nad průsmykem v nadmořské výšce 2340 m objeven dosud jasně rozpoznatelný římský tábor z období císaře Augusta. Poskytovala prostor pro tři jednotky po přibližně 200 mužích. Četné nálezy, včetně římských závěsů, stanových kolíků a mincí, naznačují, že tábor byl založen v roce 16 př. n. l. v rámci příprav na alpské tažení v roce 15 př. n. l. a následně byl obýván v letních měsících až do druhého desetiletí našeho letopočtu. Vojáci měli pravděpodobně vojensky zabezpečit a udržovat průsmyk Septimer jako důležitou zásobovací trasu pro římskou armádu operující severně od Alp. Poté, co císař Tiberius v letech 16/17 n. l. upustil od dobývání Germánie na pravém břehu Rýna (Germania magna) a přijal Rýn jako hranici, neměla římská armáda na severu zpočátku žádné další vojenské úkoly. Nákladné zásobování se stalo zbytečným a s ním zanikl pravděpodobně i vojenský tábor v průsmyku Septimer.
Vlastnictví celé septimánské cesty z Churu do Chiavenny, včetně souvisejících celních příjmů, tvořilo od roku 960 mocenskou základnu churského biskupa. Přes průsmyk, který byl ve vrcholném středověku vedle Velkého Svatobernardského průsmyku a Brennerského průsmyku nejdůležitější transalpskou tranzitní cestou, procházeli obchodníci a vojska, králové a císaři, například Ota Veliký v roce 961 a Fridrich Barbarossa v roce 1164. Hospic Tgesa da Sett s kaplí na vrcholu průsmyku byl postaven nebo obnoven kolem roku 1100. V roce 1387 pověřil biskup Jakoba von Castelmur, šlechtice z Bergellu, aby z průsmyku udělal průjezdnou cestu ("protože chce udělat a postavit cestu a silnici přes zmíněnou horu [...], aby se přes ni dalo snadno cestovat a chodit s vozy"); na oplátku měl nárok na 10 let osvobození od cla.
S obnovením cesty přes soutěsku Viamala v roce 1473 však konkurenční cesta přes Splügenský průsmyk získala na významu oproti cestě přes Septimerpass a kvůli nedostatečné údržbě se cesta změnila opět na stezku pro muly. Poté, co se od pozdního středověku stále častěji získávaly pastviny vykácením původních lesů, se zvýšilo nebezpečí padajících kamenů a lavin. Kvůli překonávání svahu na Piz Blanch na jižní straně průsmyku, kterého se obávali zejména v zimě, se regionální doprava stále častěji přesouvala na mnohem bezpečnější paralelní trasu přes průsmyky Julierpass a Malojapass. Když byla v roce 1820 přes Julier postavena silnice, byl Septimer zcela odsunut na vedlejší kolej a hospic, nově postavený v roce 1646, zchátral.
Velmi dobře se v některých úsecích dochovala původní dlážděná cesta z roku 1387 i pozdější – podle domněnky Armona Planta vybudovaná kolem roku 1800 – varianta cesty. Zvláště působivý je průchod u Säscel battü a pod ním zatáčky, kterými cesta klesá do údolí Val Maroz.
Od roku 1938 byl kousek jižně od vrcholu průsmyku vybudován zátaras, který tvořily čtyři kulometné střílny umístěné v kavernách. Blokovací bod měl zabránit postupu pěších jednotek z Bergellu na sever a tím zabránit obchvatu obdobných zátarasů v průsmycích Julierpass a Malojapass. V 90. letech 20. století byl tento zátaras zrušen.